# Tienda de música en línea

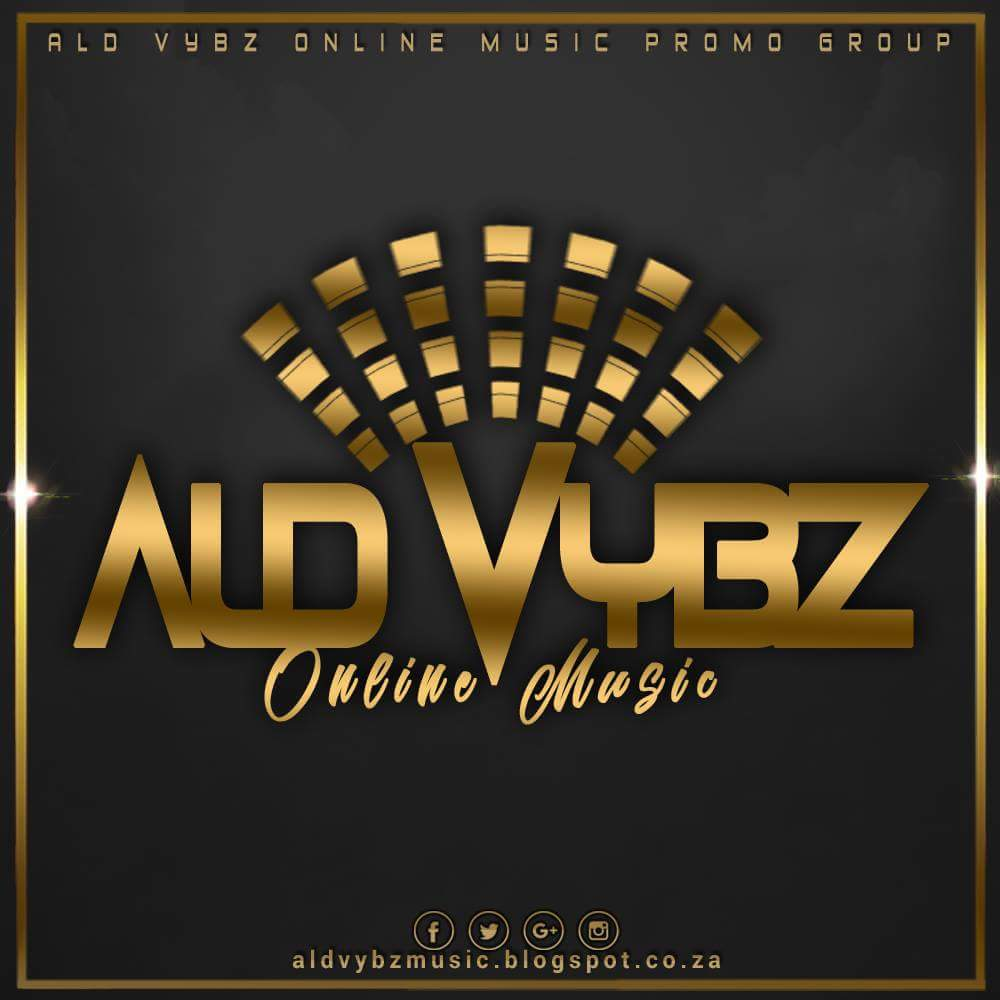
Ald Vybz online cover

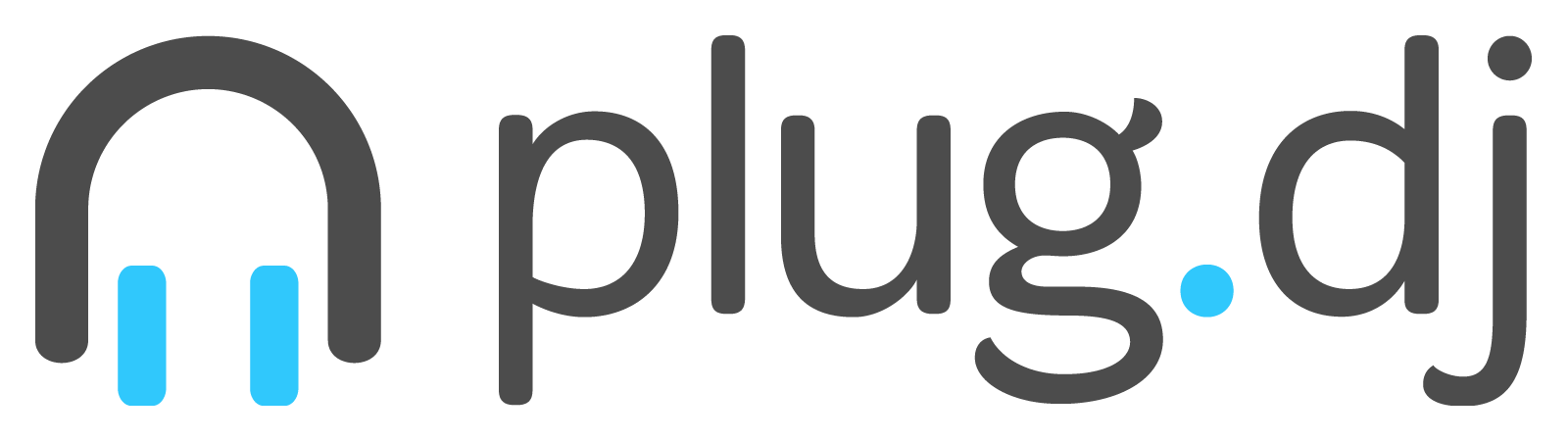
Imagen plug dj

Una tienda de música en línea es una tienda en línea que vende archivos de audio, normalmente música, a través del pago por canción o mediante suscripción. La primera base de datos de música en línea de canciones descargables gratuitas en alta fidelidad de Internet fue el Internet Underground Music Archive. El IUMA fue iniciado por Rob Lord, Jeff Patterson y Jon Luini de la Universidad de California en Santa Cruz en 1993 La reacción del mercado ante estos servicios creció enormemente sobre la época de Napster, un servicio basado en compartir archivos y música creado por Shawn Fanning que tuvo un gran impacto en la escena de Internet durante el año 2000. Algunos servicios han atado las descargas, de manera que reproducir canciones requiere una membresía activa.

## General
En 2000, Sony se convirtió en la segunda compañía en hacer que la música de una de las grandes discográficas estuviera disponible en Internet, con 'The Store'. Sin embargo, no fue la primera compañía que compartía música en línea, ya que la primera fue cerrada en un juicio bajo el DMCA. Las grandes compañías discográficas eran reacias a autorizar sus catálogos a compañías ajenas y rechazaron a finales de la década de 1990 las peticiones de MP3.com, Cductive y eMusic (por aquel entonces llamada Goodnoise) para vender descargas digitales de canciones. Finalmente decidieron empezar sus propios servicios de manera que los pudieran controlar directamente.
El servicio de Sony no funcionó tan bien como se esperaba. Muchos usuarios sintieron que el servicio era complicado a la hora de navegar y usarlo. El precio de Sony, de 3.50 $ por canción, también echó para atrás a algunos de los primeros usuarios del servicio. Además, como MP3 Newswire apuntó en su reseña del servicio, los usuarios realmente solo estaban alquilando las canciones por esos 3.50 $, ya que, tras un determinado tiempo, los archivos expiraban y no podían ser reproducidos de nuevo sin volver a comprarlos. El servicio fracasó rápidamente.
Sin inmutarse, la industria discográfica lo intentó de nuevo. Universal Music Group y Sony se asociaron en un servicio llamado Duet, más tarde renombrado como pressplay. EMI, AOL/Time Warner y BMG se asociaron con MusicNet. Nuevamente, ambos servicios compitieron, con las dificultades de los altos precios y las pesadas limitaciones de cómo los archivos descargados podrían usarse una vez pagados. Al final, los consumidores eligieron en su lugar descargar música usando programas gratuitos para compartir archivos, los cuales muchos encontraron más convenientes y fáciles de usar.
Los servicios que no eran de grandes discográficas, como eMusic, Cductive y Listen.com (ahora Rhapsody) vendieron la música de sellos y artistas independientes para mantenerse, sin embargo, las descargas de audio digital empezaron a ganar popularidad tras el lanzamiento de la iTunes Store (entonces llamada iTunes Music Store) y la creación de la música portátil y los reproductores de audio digital. Esto permitió a los fanáticos de la música llevar su música con ellos a dondequiera que fueran.
Recientemente, ha habido un boom en las tiendas de música boutiques que se encargan de audiencias específicas. Por ejemplo, masterbeat.com, Beatport y Bleep.com se encargan de la comunidad de la música electrónica. Magnatune, Amie Street, y Mindawn son otros ejemplos de sitios que se encargan de audiencias específicas. Otra tendencia en los sitios de descarga de música incluye Fonogenic, que combina las ideas de la selectiva naturaleza editorial de un blog MP3 con las tiendas de música en línea que proporcionan acceso instantáneo para comprar y descargar canciones.
También están apareciendo una creciente cantidad de nuevos servicios, como WebsiteMusicPlayer.com, que permite a los músicos vender su música directamente a los fanáticos sin la necesidad de terceros. Este tipo de servicios normalmente presentan sus páginas de tal manera que la ficha de cada artista se convierte en su propia tienda de música en línea.
Desarrollos más actuales permiten la descarga instantánea de canciones de radio, en el momento en que son emitidas, directamente a un teléfono móvil en menos de 60 segundos. Esta innovación técnica procedente de Suecia, llamada DROPme, representa un nuevo canal y una actitud diferente por parte del consumidor hacia los servicios en línea.
A fecha de abril de 2008, el servicio de música en línea más grande es iTunes Store, con cerca del 80% del mercado. El 3 de abril de 2008, iTunes Store superó a Wal-Mart como la tienda de música más grande en Estados Unidos, un hito en la industria de la música puesto que es la primera vez en la historia que una tienda de música en línea sobrepasa a las de música en soportes físicos.

## En comparación con ladistribución de archivos
Hay mucha controversia en torno a este tema, muchos o quizás todos estos puntos son discutibles.

### Ventajas
- Sigue las leyes del derecho de autor.
- Más consecuente y con archivos de mayor calidad ya que la introducción de datos está más centralizada y es llevada a cabo por grupos con intereses financieros.
- Las compañías de descarga de música son más responsables hacia los usuarios que los creadores de los programas de distribución de archivos.
- El almacén de música centralizado facilita al usuario la tarea de encontrar las canciones que busca.

### Desventajas
- Muchas de las grandes tiendas de música en línea ofrecen música en un solo formato de audio. La mayoría de los sellos no permiten que su música se venda en el popular formato MP3 que usan los reproductores de música. Además, la mayoría de los que venden música en formato MP3 no lo hacen a en su mayor calidad (bit rate).
- La mayoría de las tiendas usan gestión de derechos digitales, que limita el uso de la música a ciertos dispositivos. Las restricciones varían de unas tiendas a otras y, a veces, incluso entre diferentes canciones de la misma tienda.
- Las restricciones geográficas rigen la mayoría de las tiendas por petición de las compañías discográficas.
- Muchas de las tiendas de música en línea venden la música codificada en un formato de baja calidad, comparado con un CD de audio.
- Los usuarios no tienen una copia física de la música comprada, como un CD, para archivarla (aunque la música normalmente puede ser copiada a un CD o a un reproductor de audio portátil con facilidad).
- Algunas tiendas no proporcionan la portada o el libreto, u otros complementos.
- Las tiendas tienen catálogos limitados, debido a problemas relacionados con los derechos de autor.
- Algunas tiendas no son multiplataforma y normalmente requieren Microsoft Windows para usar sus programas.
- Por lo general, los métodos ilegales de descarga (más particularmente BitTorrent) descargan más rápido y a menudo ofrecen versiones más completas de los álbumes (bonus tracks y similares).